# Franz Josef Niedenzu
Franz Josef Niedenzu (*29 de noviembre de 1857 - 30 de septiembre de 1937) fue un botánico alemán. Gran parte de su carrera transcurrió como profesor y rector en el Lyceum Hosianum en Braunsberg, Prusia Oriental (actualmente Braniewo, Polonia). Niedenzu también estableció un jardín botánico en Braunsberg.
Niedenzu es recordado por su trabajo con la familia botánica Malpighiaceae. Identificó numerosas nuevas especies, como también seis géneros; Alcoceratothrix (Byrsonima), Callyntranthele (Blepharandra), Cordobia, Diaspis (Caucanthus), Malpighiodes, Sprucina (Jubelina).